# Башуцкий, Андрей Яковлевич
Башуцкий Андрей Яковлевич (около 1760-после 1798) — офицер Российского императорского флота, участник русско-турецкой войны (1787—1791) годов, осады крепости Очаков. Георгиевский кавалер, капитан 1 ранга.

## Биография
Башуцкий Андрей Яковлевич родился около 1760 года. В 1779 году произведён в гардемарины. В 1779—1782 годах ежегодно находился в плаваниях в Балтийском море. 1 мая 1782 года произведён в мичманы. В 1785 году находился в кампании в Балтийском море. 20 апреля 1786 года произведён в лейтенанты, служил при кронштадтском порте. В 1787 году, во время плавания Государыни Императрицы Екатерины II по реке Днепр, командовал гофмаршальской галерой «Ингул» , после чего переведён в черноморский флот.
Принимал участие в операции по осаде крепости Очаков в Днепро-Бугском лимане в ходе русско-турецкой войны 1787—1791 годов. Состоял в эскадре контр-адмирала Н. С. Мордвинова. 1 мая 1788 года был произведён в капитан-лейтенанты. Осенью того же года у Кинбурнского побережья его плавучую батарею проломило льдом, и она затонула, экипаж спас снаряды и артиллерию. 31 июля 1788 года был награждён «за отличные подвиги, оказанные в поражении турецких морских сил в 1788 году на лимане при Очакове» орденом Святого Георгия 4 класса № 544 (266).
В кампанию 1790 года состоял в Архангелогородской эскадре, командовал фрегатом «Ревель», а в 1792 году командовал транспортом «Боец». Затем находился в черноморском гребном флоте, командовал 50-пушечным фрегатом «Александр Невский». 9 октября 1792 года был награждён золотою шпагой с надписью «За храбрость». 23 сентября 1797 года произведён в капитаны 2 ранга. В 1798 году был в кампании, в июне назначен командиром 66-пушечного линейного корабля «Святой Владимир», который входил в эскадру вице-адмирала Ф. Ф. Ушакова.
Был награждён орденом Святого Владимира 4 степени. 28 ноября 1798 года уволен от службы с чином капитана 1 ранга.